# Stazione di Igea Marina
Stazione di Igea Marina vasútállomás Olaszországban, Bellaria-Igea Marina településen.

## Vasútvonalak
Az állomást az alábbi vasútvonalak érintik:
- Ferrara–Rimini-vasútvonal

## Kapcsolódó állomások
A vasútállomáshoz az alábbi állomások vannak a legközelebb:
- Stazione di Bellaria
- Stazione di Rimini Torre Pedrera